# Jaremcze
Jaremcze (ukr. Яремче) – miasto na Ukrainie, na prawach rejonu, w obwodzie iwanofrankiwskim, nad rzeką Prut, 66 km od Iwano-Frankiwska, 525 m n.p.m., 8044 mieszkańców (2020), dla porównania spis powszechny w 2001 zanotował ich 7543.
Miasto jest obecnie głównym ukraińskim ośrodkiem wypoczynkowo-sportowym Karpat Wschodnich. W Jaremczu swoją siedzibę mają władze Karpackiego Parku Narodowego. Miasto partnerskie Namysłowa.
Radzie miasta Jaremcze podlegają także następujące miejscowości:
- osiedle typu miejskiego Worochta
- wsie: Jabłonica, Mikuliczyn, Polanica, Tatarów i Woronienka

W granicach Jaremcza znajdują się dawniej samodzielne wsie Dora i Jamna.

## Historia
Założone w 1787 roku, prawa miejskie nadane zostały w 1963 roku. W II Rzeczypospolitej miejscowość była siedzibą gminy wiejskiej Jaremcze w powiecie nadwórniańskim województwa stanisławowskiego.
W okresie przedwojennym (w granicach Polski) Jaremcze było jednym z najpopularniejszych i najlepiej zagospodarowanych kurortów zimowych (dwa hotele, pensjonaty, wille), nie ustępując popularnym w tym okresie Zakopanemu i Krynicy. Przylgnęła wówczas do miasta nazwa Perły Karpat.
Nad przepływającą rzeką Prut wznosi się most kolejowy o wysokości 28 m. Pierwotny most kamienny z lat 1894–1896, zniszczony podczas I wojny światowej, został zaprojektowany przez polskiego inżyniera budownictwa Stanisława Kosińskiego i posiadał największą w ówczesnej Europie rozpiętość głównego łuku – 65 metrów (spotyka się też liczbę 67,62 m). Z tego też względu okrzyknięto go mianem najszczytniejszego dzieła architektoniki drogowej na ziemiach polskich. Most zaprojektowany przez Kosińskiego był wzorem dla budowniczych alpejskich tras kolejowych.
W 1928 r. Jaremcze zostało uznane za uzdrowisko posiadające charakter użyteczności publicznej.
W czasie okupacji niemieckiej pracująca w Jaremczu Polka Aniela Prusakowa udzielała pomocy tutejszym Żydom, za co w 1994 roku Instytut Jad Waszem uhonorował ją tytułem Sprawiedliwej wśród Narodów Świata.
14 grudnia 2006 roku Parlament Ukrainy oficjalnie zmienił nazwę miasta z Jaremcza na Jaremcze. Decyzja została podjęta po przeprowadzonym wcześniej referendum wśród mieszkańców miasta, jak również rekomendacji władz miasta i władz obwodu iwanofrankowskiego.

## Religia
W mieście znajdują się:
- XVIII-wieczna cerkiew św. Jana Miłościwego.
- dawny kościół rzymskokatolicki[10] (architekt Tadeusz Obmiński), przebudowany, obecnie filia Oszczadbanku przy ul. Swobody 260[11]
- nowy kościół rzymskokatolicki pw. św. Józefa Bilczewskiego[12]

## Osoby związane z miastem
- Leszek Barg
- Józef Matuszewski

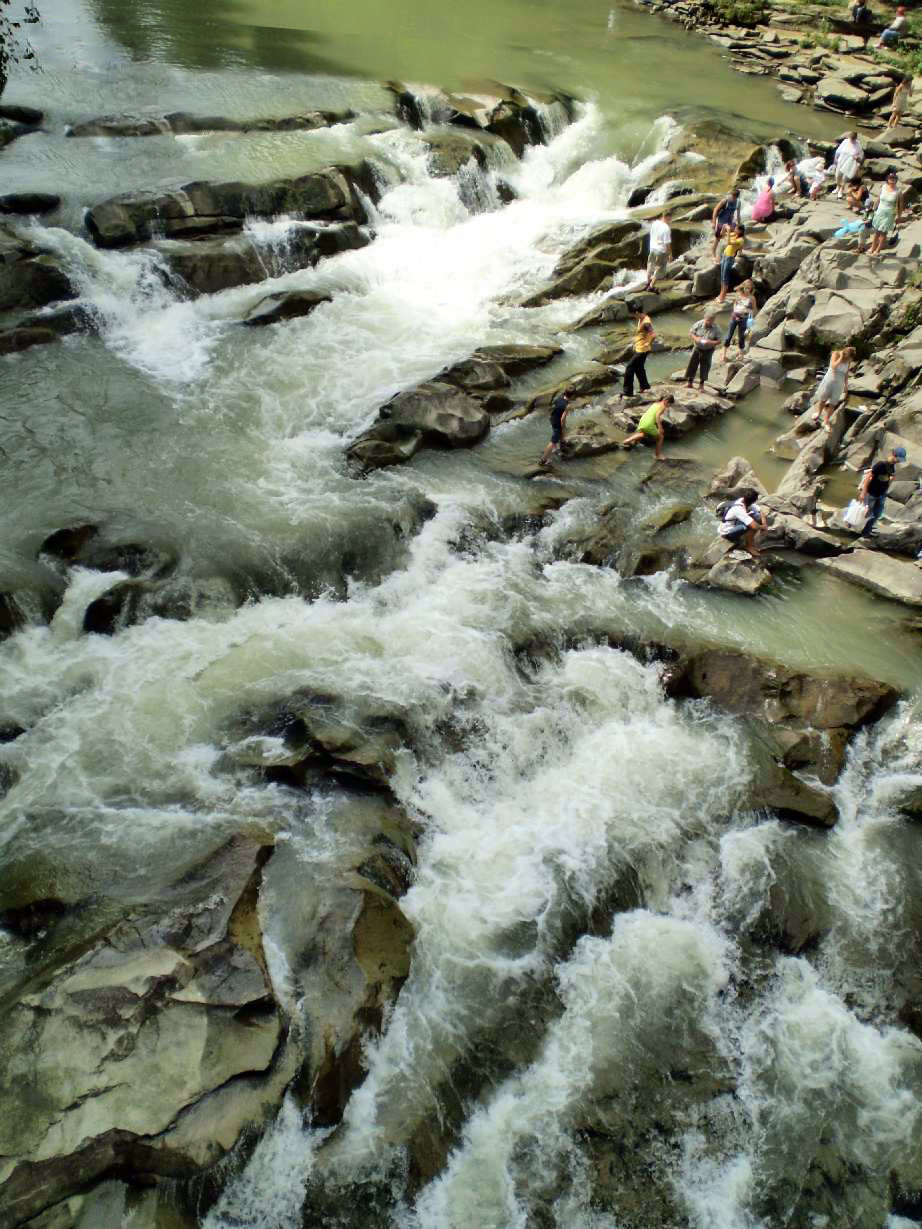
Wodospad na rzece Prut
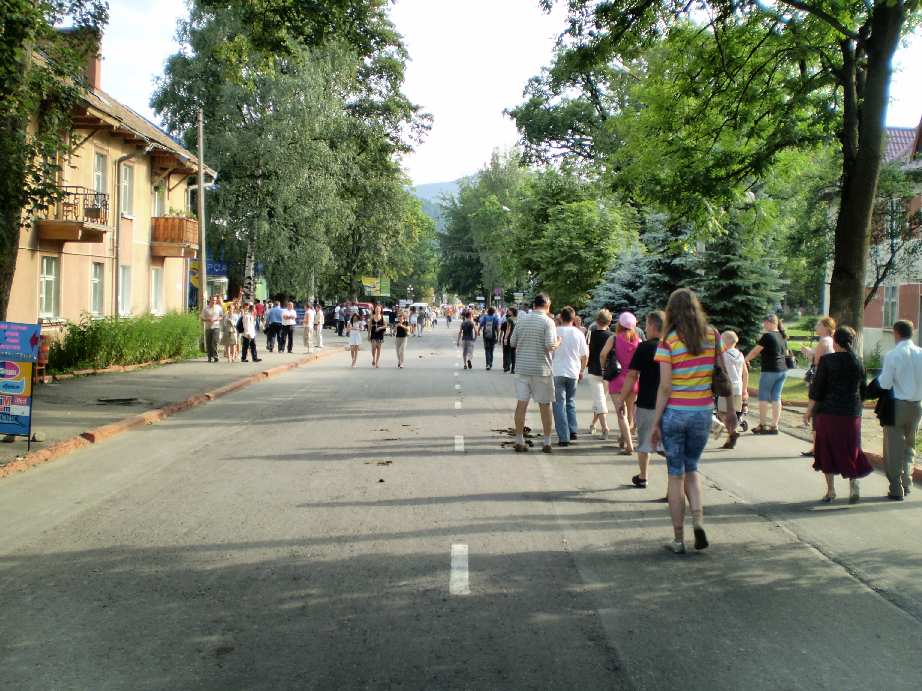
Główna ulica miasta
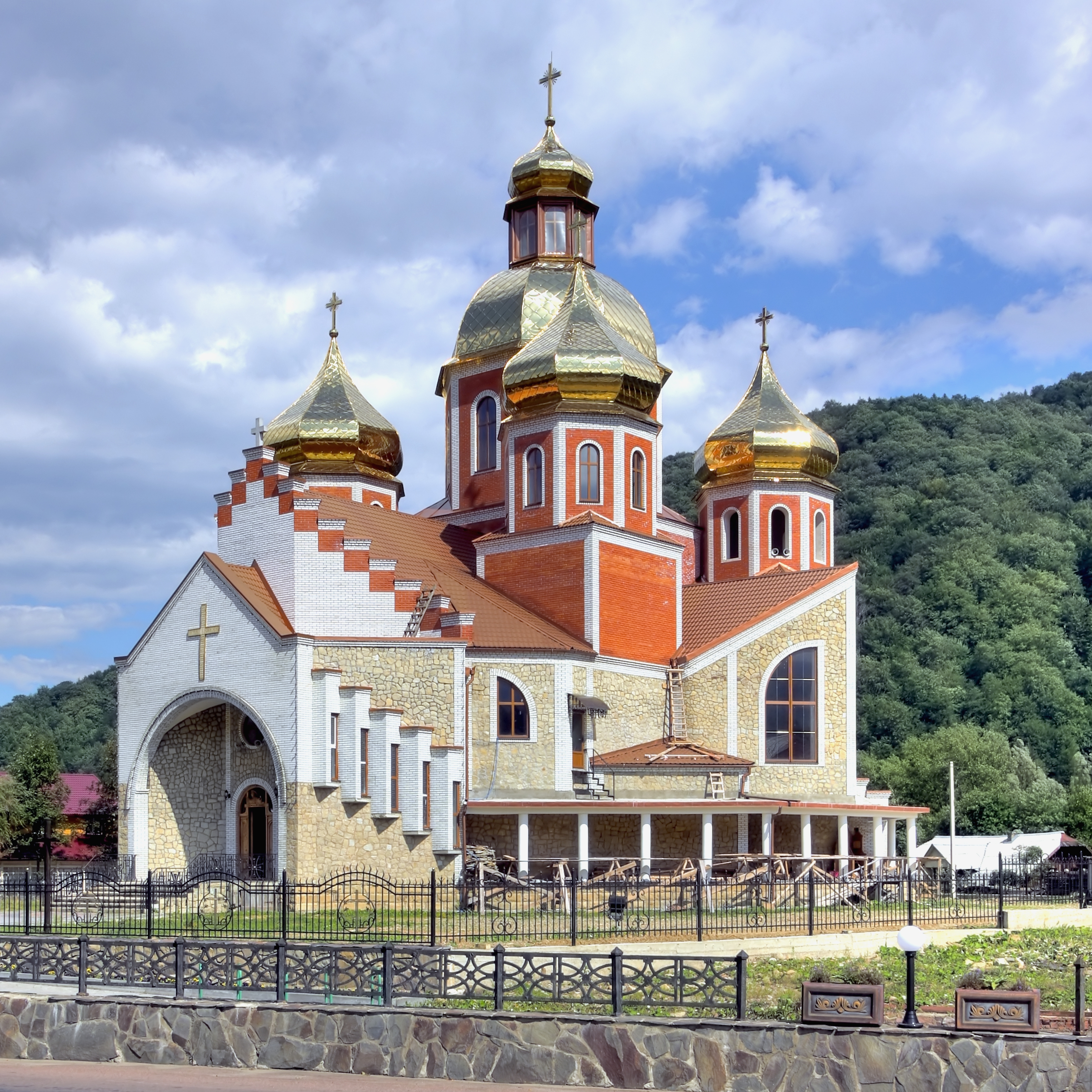
Cerkiew